# Zimbabwe Cricket Regionals Pro50 2023/24
Die Zimbabwe Cricket Regionals Pro50 2023/24 war die dritte Ausgabe des simbabwischen List-A-Cricket-Wettbewerbes. Im Finale konnten sich Northerns gegen Southerns mit zwei Siegen durchsetzen.

## Format
An dem Wettbewerb nehmen die zwei Regionalmannschaften teil. Sie spielen zwei Spiele gegeneinander, um den Gewinner des Wettbewerbes auszuspielen.

## Resultate
| 28. Dezember Scorecard | Bulawayo | Southerns 182 (40.4/49)                      | – | Northerns 178-4 (34/43) |
|                        |          | Northerns gewinnt mit 6 Wickets (D/L method) |   |                         |

| 30. Dezember Scorecard | Bulawayo | Northerns 299-8 (50)          | – | Southerns 284 (48.5) |
|                        |          | Northerns gewinnt mit 15 Runs |   |                      |